# Emil Thomas (Philologe)

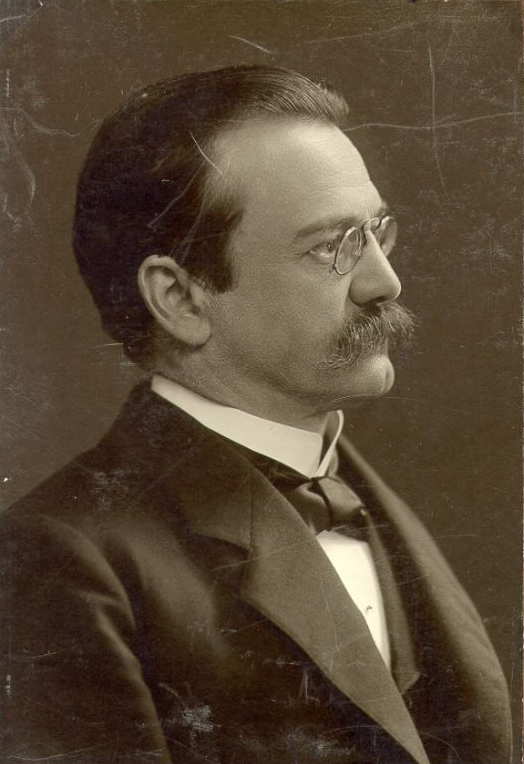
Emil Thomas

Emil Thomas (* 8. August 1858 in Schroda, Provinz Posen; † 14. Februar 1923 in Berlin) war ein deutscher Klassischer Philologe.

## Leben
Emil Thomas, der Sohn des Rechtsanwalts Boleslav Thomas und der Elisa geb. Brachvogel, erhielt zunächst Privatunterricht und besuchte ab 1868 das Gymnasium in Krotoschin, wohin sein Vater im selben Jahr versetzt worden war. Nach der Reifeprüfung Ostern 1876 studierte Thomas Klassische Philologie, Germanistik, Geschichte und Philosophie. Er begann sein Studium an der Universität Leipzig, wo er am philologischen Proseminar unter Justus Hermann Lipsius, an der societas grammatica unter Georg Curtius und an der societas philosophica unter Carl Göring teilnahm. Zum Wintersemester 1876/77 wechselte er nach Jena, wo er zwei Semester lang dem philologischen Seminar (unter der Leitung von Erwin Rohde, Alfred von Gutschmid und Moriz Schmidt) angehörte und paläographische Übungen bei Eduard Sievers besuchte. Thomas wurde Mitglied des Klassisch-Philologischen Vereins Leipzig und des Klassisch-Philologischen Vereins Jena im Naumburger Kartellverband.
Zum Wintersemester 1877/78 wechselte Thomas an die Universität Bonn, die damals durch die Wirkung der Professoren Franz Bücheler und Hermann Usener zu den bedeutendsten Studienorten für Altertumswissenschaftler zählte. Thomas trat auch dort in das philologische Seminar ein, außerdem in den Bonner Kreis und den Philologischen Verein. Er besuchte oskisch-umbrische Sprachübungen bei Bücheler. Nach zwei Semestern wechselte er zum letzten Mal seinen Studienort und ging an die Friedrich-Wilhelms-Universität Berlin. Dort besuchte er Vorlesungen und Übungen in der Deutschen Philologie bei Karl Müllenhoff, in der Philosophie bei Eduard Zeller, in der Epigraphik bei Adolf Kirchhoff und in der Lateinischen Philologie bei Johannes Vahlen. Dieser betreute auch Thomas’ Dissertation über Seneca den Älteren, mit der er am 31. Mai 1880 zum Dr. phil. promoviert wurde.
Nach dem Studium lebte Thomas zunächst in Krotoschin, dann in Breslau. 1892 habilitierte er sich an der Berliner Universität für Klassische Philologie und lehrte dort seitdem als Privatdozent. 1911 verlieh ihm die Philosophische Fakultät den Professorentitel. Er war Ehrenmitglied des Akademisch-Philologische Vereins Berlin. Im Auftrag der Preußischen Akademie der Wissenschaften beteiligte sich Thomas an der Kant-Gesamtausgabe, für die er die lateinischen Schriften bearbeitete; außerdem gab er die Metaphysica von Kants Zeitgenossen Alexander Gottlieb Baumgarten heraus.
Thomas’ Forschungsschwerpunkt war die Philosophie des Altertums, insbesondere des Aristoteles und des jüngeren Seneca. Er veröffentlichte mehrere Aufsätze und Monografien zur Textkritik ihrer Schriften.

## Schriften (Auswahl)
- Schedae criticae in Senecam rhetorem selectae. Dissertation. Berlin 1880.
- De Velleiani voluminis condicione aliquot capita. Habilitationsschrift. Berlin 1893.
- Schedae criticae novae in Senecam Rhetorem. In: Philologus. Supplementband 8, 1900, S. 157–298.
- Studien zur lateinischen und griechischen Sprachgeschichte. Berlin 1912.

Herausgeberschaft:
- Kant’s gesammelte Schriften. Herausgegeben von der Königlich Preußischen Akademie der Wissenschaften. Dritte Abtheilung: Kant’s handschriftlicher Nachlaß. Band III: Anthropologie. Erster und zweiter Theil. Berlin 1913.
- mit Otto Plasberg, Wilhelm Heraeus: Johannes Vahlen. Gesammelte philologische Schriften. Band 2: Schriften zur Berliner Zeit 1874–1911. Leipzig/Berlin 1923.
- Kant’s gesammelte Schriften. Herausgegeben von der Königlich Preußischen Akademie der Wissenschaften. Dritte Abtheilung: Kant’s handschriftlicher Nachlaß. Band IV: Metaphysik. Erster Theil. Berlin 1926.